# Assistenza primaria

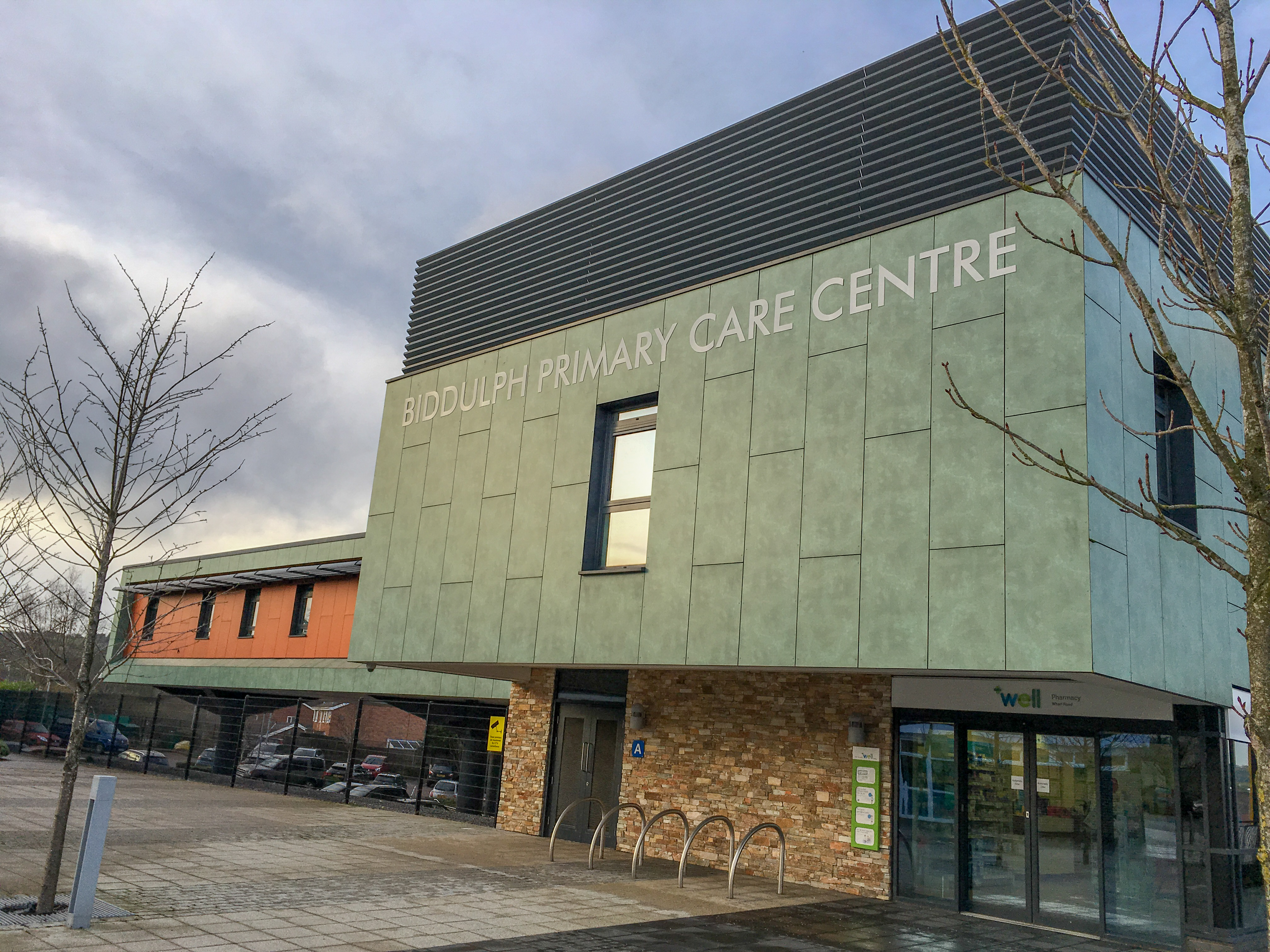
L'assistenza primaria può essere fornita nei centri sanitari comunitari.

L'assistenza primaria è un modello di assistenza sanitaria che supporta un'assistenza incentrata sulla persona, di primo contatto, accessibile, continuativa, completa e coordinata. Il suo obiettivo è ottimizzare la salute della popolazione e ridurre le disparità tra i suoi membri, garantendo che i sottogruppi abbiano pari accesso ai servizi.
L'assistenza primaria è l'assistenza sanitaria quotidiana fornita da un operatore sanitario. In genere questo agisce come primo contatto e punto principale di assistenza continua per i pazienti all'interno di un sistema sanitario e coordina le altre cure di cui il paziente potrebbe aver bisogno.
In genere, i pazienti ricevono cure primarie da professionisti quali un medico di base, un fisioterapista o un infermiere. In alcune località, tale professionista può essere un infermiere abilitato, un farmacista, o un professionista della medicina ayurvedica o di altre medicine tradizionali (come in alcune parti dell'Asia). A seconda della natura della condizione di salute, i pazienti possono poi essere indirizzati a cure secondarie o terziarie.